# Luke Kennard
Luke Douglas Kennard (Middletown, Ohio, 24 de junio de 1996) es un baloncestista estadounidense que pertenece a la plantilla de los Atlanta Hawks de la NBA. Con 1,96 metros de estatura, juega en la posición de escolta.

## Trayectoria deportiva

### Primeros años
Asistió en su etapa de instituto al Franklin High School de Franklin, Ohio, donde en su temporada júnior promedió 41,0 puntos, 10,4 rebotes y 4,0 asistencias, logrando el récord de su escuela al conseguir 59 puntos en un partido. Al año siguiente sus números fueron de 38,1 puntos, 9,7 rebotes y 5,9 asistencias, siendo elegido en ambos años como el mejor jugador de Ohio, y acabando como segundo máximo anotador de la historia del estado, con 2.997 puntos anotados, solo superado por Jon Diebler, que consiguió 3.208 entre 2003 y 2007.
En 2015 disputó el prestigioso McDonald's All-American Game, donde ganó el concurso de triples, y el Premio Jack Daly a la deportividad.

### Universidad
Tras todas las ofertas que recibió para jugar en universidad, finalmente se decidió por aceptar la de los Blue Devils de la Universidad de Duke, donde disputó dos temporadas, en las que promedió 15,7 puntos, 4,3 rebotes y 2,0 asistencias por partido. En su segunda temporada fue incluido en el mejor quinteto de la Atlantic Coast Conference, siendo elegido además mejor jugador del torneo de la conferencia.
Al término de su segunda temporada, anunció que renunciaba a las dos que le quedaban en la universidad para declararse elegible en el Draft de la NBA de 2017.

#### Estadísticas
| Año     | Equipo | PJ | PT | MPP  | %TC  | %3P  | %TL  | RPP | APP | ROB | TPP | PPP  |
| ------- | ------ | -- | -- | ---- | ---- | ---- | ---- | --- | --- | --- | --- | ---- |
| 2015–16 | Duke   | 36 | 11 | 26.7 | .421 | .320 | .889 | 3.6 | 1.5 | .9  | .2  | 11.8 |
| 2016–17 | Duke   | 37 | 36 | 35.5 | .489 | .438 | .856 | 5.1 | 2.5 | .8  | .4  | 19.5 |
| Total   | Total  | 73 | 47 | 31.1 | .455 | .379 | .873 | 4.4 | 2.0 | .9  | .3  | 15.7 |

### Profesional

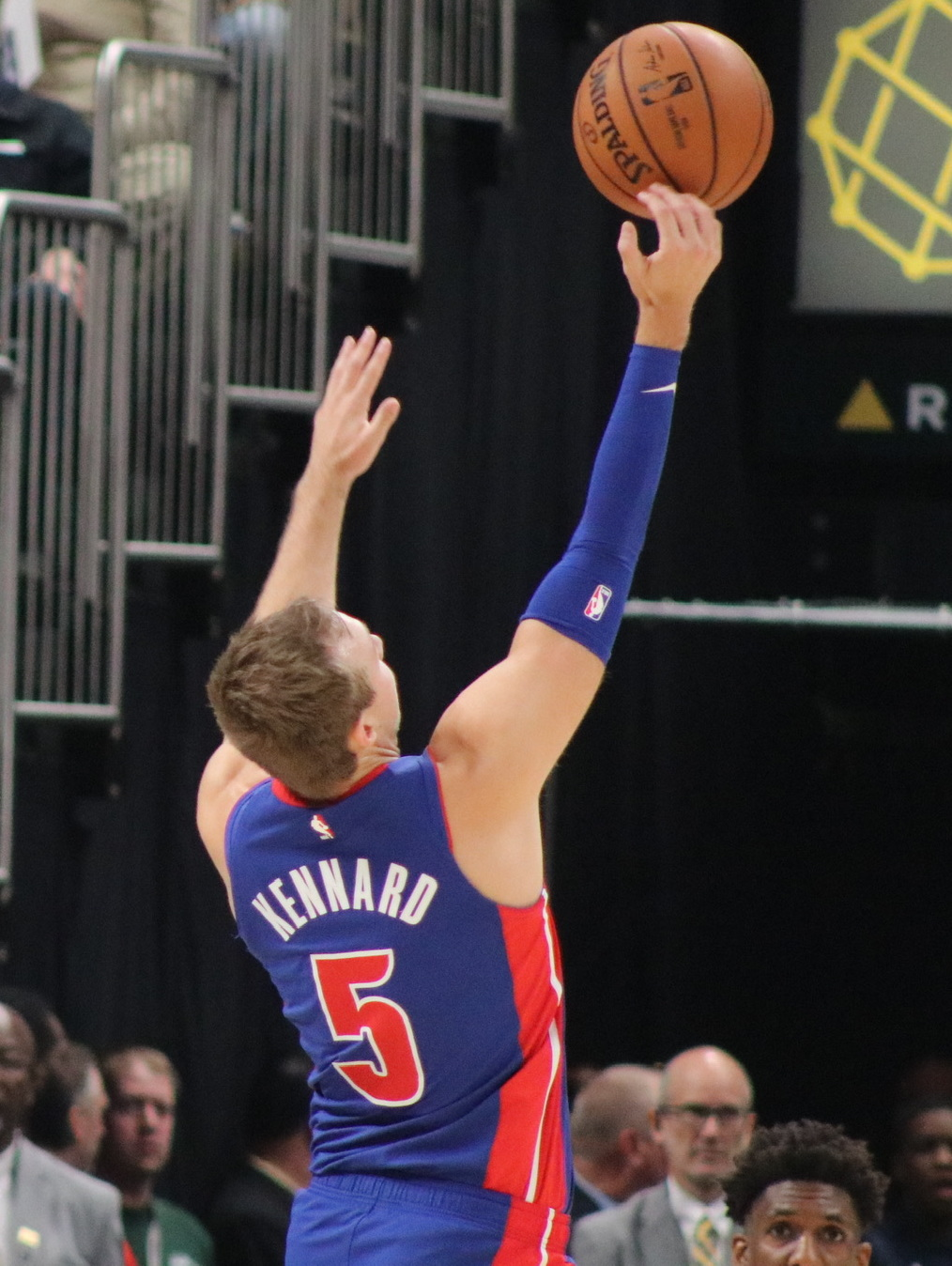
Kennard con los Pistons en 2019.

Fue elegido en la duodécima posición del Draft de la NBA de 2017 por los Detroit Pistons.
Tras 3 temporadas en Detroit, el 18 de noviembre de 2020, es traspasado a Los Angeles Clippers en un intercambio entre tres equipos.
Durante su tercer año en Los Ángeles, el 9 de febrero de 2023, es traspasado a Memphis Grizzlies en un intercambio entre tres equipos. El 24 de marzo anota 30 puntos ante Houston Rockets, igualando su récord personal de anotación, y anotando 10 triples, siendo récord de la franquicia de Memphis, y la primera vez en la historia de la NBA, que un jugador firma una actuación con 10 triples o más y un 90% en tiros de campo. Al término de la temporada regular finaliza con el mejor porcentaje de acierto de triples de la liga (49,4%), por segundo año consecutivo.
A finales de julio de 2024 decide continuar en Memphis, firmando por una temporada y $11 millones.
El 30 de junio de 2025 firma con Atlanta Hawks por una temporada y $11 millones.

### Selección nacional
Representó a Estados Unidos en el FIBA Américas Sub-18 de Colorado 2014, donde ganó la medalla de oro.

## Estadísticas de su carrera en la NBA
|  | Líder de la liga |

### Temporada regular
| Año     | Equipo        | PJ  | PT  | MPP  | %TC  | %3P  | %TL  | RPP | APP | ROB | TPP | PPP  |
| ------- | ------------- | --- | --- | ---- | ---- | ---- | ---- | --- | --- | --- | --- | ---- |
| 2017-18 | Detroit       | 73  | 9   | 20.0 | .443 | .415 | .855 | 2.4 | 1.7 | .6  | .2  | 7.6  |
| 2018-19 | Detroit       | 60  | 10  | 22.8 | .438 | .394 | .836 | 2.9 | 1.8 | .4  | .2  | 9.7  |
| 2019-20 | Detroit       | 28  | 25  | 32.9 | .442 | .399 | .893 | 3.5 | 4.1 | .4  | .2  | 15.8 |
| 2020-21 | L.A. Clippers | 63  | 17  | 19.6 | .476 | .446 | .839 | 2.6 | 1.7 | .4  | .1  | 8.3  |
| 2021-22 | L.A. Clippers | 70  | 13  | 27.4 | .449 | .449 | .896 | 3.3 | 2.1 | .6  | .1  | 11.9 |
| 2022-23 | L.A. Clippers | 35  | 11  | 20.7 | .464 | .447 | .950 | 2.4 | 1.1 | .5  | .1  | 7.8  |
| 2022-23 | Memphis       | 24  | 3   | 24.6 | .526 | .540 | .947 | 3.1 | 2.3 | .5  | .0  | 11.3 |
| 2023-24 | Memphis       | 39  | 22  | 25.6 | .448 | .450 | .889 | 2.9 | 3.5 | .5  | .1  | 11.0 |
| 2024-25 | Memphis       | 65  | 11  | 22.6 | .478 | .433 | .895 | 2.8 | 3.3 | .8  | .1  | 8.9  |
| Total   | Total         | 460 | 121 | 23.4 | .457 | .438 | .881 | 2.8 | 2.3 | .5  | .1  | 9.8  |

### Playoffs
| Año   | Equipo        | PJ | PT | MPP  | %TC  | %3P  | %TL   | RPP | APP | ROB | TPP | PPP  |
| ----- | ------------- | -- | -- | ---- | ---- | ---- | ----- | --- | --- | --- | --- | ---- |
| 2019  | Detroit       | 4  | 2  | 33.2 | .489 | .600 | .833  | 4.0 | 1.8 | .8  | .3  | 15.0 |
| 2021  | L.A. Clippers | 15 | 0  | 14.6 | .477 | .412 | .500  | .9  | .5  | .1  | .0  | 5.6  |
| 2023  | Memphis       | 5  | 0  | 21.4 | .522 | .500 | 1.000 | 4.0 | 1.4 | .8  | .0  | 7.2  |
| 2025  | Memphis       | 4  | 0  | 20.0 | .444 | .222 | –     | 3.5 | 2.0 | 1.0 | .3  | 4.5  |
| Total | Total         | 28 | 2  | 19.3 | .484 | .440 | .833  | 2.3 | 1.0 | .5  | .1  | 7.1  |

## Vida personal
Kennard tuvo una breve relación con la estrella de la televisión estadounidense Savannah Chrisley, pero luego comenzó una relación con Anna Castro, con la que se casó el 5 de agosto de 2022.